# Nguyễn Phương Thủy
Nguyễn Phương Thủy (sinh ngày 18 tháng 9 năm 1974) là nữ chính trị gia nước Cộng hòa xã hội chủ nghĩa Việt Nam. Bà hiện là Phó Chủ nhiệm Ủy ban Pháp luật của Quốc hội, Ủy viên Ban Thường vụ, Chủ nhiệm Ủy ban Kiểm tra Đảng ủy cơ quan Văn phòng Quốc hội, Phó Chủ tịch Nhóm nghị sĩ Việt Nam – Lào, Đại biểu Quốc hội khóa XV từ Hà Nội. Bà từng là Vụ trưởng Vụ Pháp luật, Văn phòng Quốc hội.
Nguyễn Phương Thủy là đảng viên Đảng Cộng sản Việt Nam, học vị Thạc sĩ Luật học, Cao cấp lý luận chính trị. Bà có đa phần sự nghiệp hoạt động ở Văn phòng Quốc hội, rồi được bầu làm Đại biểu Quốc hội.

## Xuất thân và giáo dục
Nguyễn Phương Thủy sinh ngày 18 tháng 9 năm 1974 tại xã Nhị Khê, huyện Thường Tín, tỉnh Hà Tây, nay là thành phố Hà Nội. Bà lớn lên và tốt nghiệp phổ thông ở Thường Tín, thi đỗ Trường Đại học Luật Hà Nội năm 1992, theo học và tốt nghiệp Cử nhân Luật vào năm 1996. Từ tháng 11 năm 2004 đến tháng 12 năm 2005, bà sang Úc để theo học cao học ở Đại học Monash ở Melbourne và có bằng Thạc sĩ Luật học. Bà được kết nạp Đảng Cộng sản Việt Nam vào ngày 28 tháng 12 năm 2001, trở thành đảng viên chính thức sau đó 1 năm, từng theo học các khóa chính trị ở Học viện Chính trị Quốc gia Hồ Chí Minh và có chứng chỉ Cao cấp lý luận chính trị. Hiện bà thường trú ở phố Láng Hạ, phường Láng Hạ, quận Đống Đa, thành phố Hà Nội.

## Sự nghiệp
Tháng 6 năm 1996, sau khi tốt nghiệp Trường Đại học Luật Hà Nội, bà ký hợp đồng với trường, công tác ở vị trí Giảng viên hợp đồng tại Khoa Tư pháp. Sau một thời gian ngắn 4 tháng, vào tháng 10 năm 1996, bà được tuyển dụng vào Văn phòng Quốc hội, được bổ nhiệm làm Chuyên viên Vụ Tổng hợp của Văn phòng Quốc hội. Đến tháng 8 năm 2003, bà được điều chuyển vị trí sang Chuyên viên Vụ Công tác lập pháp, rồi Chuyên viên Vụ Pháp luật từ tháng 5 năm 2008, được nâng ngạch lên Chuyên viên chính từ cuối năm 2009. Trong giai đoạn này, bà còn là Chi ủy viên Chi bộ Vụ Pháp luật nhiệm kỳ 2008–2010, Phó Chù tịch Công đoàn bộ phận Vụ Pháp luật từ năm 2008, và Phó Chủ nhiệm Ủy ban Kiếm tra Công đoàn cơ quan Văn phòng Quốc hội nhiệm kỳ 2009–2013. Tháng 4 năm 2010, bà được thăng chức làm Phó Vụ trưởng Vụ Pháp luật, Phó Bí thư Chi bộ Vụ, bên cạnh đó là Ủy viên Ban Chấp hành Công đoàn cơ quan Văn phòng Quốc hội khóa VIII, Ủy viên Ủy ban Kiểm tra Đảng ủy cơ quan Văn phòng Quốc hội khóa XIV kiêm Tổ trưởng Tổ giúp việc về Văn bản pháp luật và Giải quyết khiếu nại, tố cáo của Văn phòng Hội đồng Bầu cử quốc gia.
Sang đầu năm 2017, Nguyễn Phương Thủy được nâng lên ngạch cao nhất là Chuyên viên cao cấp, được bổ nhiệm làm Vụ trưởng Vụ Pháp luật, Ủy viên Ban Thư ký Quốc hội khoá XIV. Bà cũng được bầu làm Ủy viên Ban Thường vụ, Chủ nhiêm Ủy ban Kiểm tra của Đảng ủy cơ quan Văn phòng Quốc hội khoá XIV, nhiệm kỳ 2020–2025, kiêm Tổ trưởng Tổ giúp việc về Văn bản pháp luật và Thông tin, tuyên tuyền của Văn phòng Hội đồng Bầu cử quốc gia. Năm 2021, với sự giới thiệu của Đảng ủy Văn phòng Quốc hội, bà ứng cử đại biểu quốc hội từ Hà Nội, tại đơn vị bầu cử số 9 gồm các huyện Ứng Hòa, Mỹ Đức, Phú Xuyên và Thường Tín, rồi trúng cử Đại biểu Quốc hội khóa XV với tỷ lệ 74,57%. Ngày 23 tháng 7 năm 2021, bà được phê chuẩn làm Phó Chủ nhiệm Ủy ban Pháp luật của Quốc hội, và Phó Chủ tịch Nhóm nghị sĩ Việt Nam – Lào từ tháng 11 cùng năm.